# Leslie Peltier
Leslie Copus Peltier, né le 2 janvier 1900 à Delphos (Ohio, États-Unis) et mort le 10 mai 1980 dans la même ville, est un astronome amateur américain qui a découvert plusieurs comètes et novas, dont Nova Herculis 1963. Il a été décrit par Harlow Shapley comme « le plus grand astronome non professionnel du monde »,.

## Biographie
Leslie Copus Peltier est né à Delphos, dans le nord-ouest de l'Ohio, aux États-Unis. Son domicile était situé sur South Bredeick Street et sa maison est toujours debout aujourd'hui. La maison était connue sous le nom de Brookhaven. Peltier épousa Dorothy Nihiser en novembre 1933. Astronome amateur, il fut un découvreur prolifique de comètes et un observateur assidu d'étoiles variables membre de l'AAVSO. Il est le co-découvreur de 12 comètes, dont 10 portent son nom, et a réalisé plus de 132 000 observations d'étoiles variables sur une période de plus de 60 ans.
Il a écrit l'autobiographie Starlight Nights  (ISBN 0-933346-94-8), qui évoque la magie de l'observation des étoiles à une époque plus simple, dans une ferme et sans pollution lumineuse.
L'astéroïde de la ceinture principale (3850) Peltier est nommé en son honneur, tout comme le prix Leslie-C.-Peltier de la Ligue astronomique.

## Publications
Peltier est l'auteur des livres suivants :
- Starlight Nights: The Adventures of a Star-Gazer (1965)[3], également publié en japonais sous le titre Hoshi No Kuru Yoru (1985) [4]
- Guideposts to the Stars: Exploring the Skies Throughout the Year (1972)[5], également publié en néerlandais sous le titre Spectrum Sterrengids (1976)[6] et sous le titre Prisma Sterrengids (1979)[7]
- The Place on Jennings Creek (1977) [8]
- Leslie Peltier's Guide to the Stars (1986) [9]
- The Binocular Stargazer: A Beginner's Guide to Exploring the Sky (1995)[10]